# US Open 1991
Die 111. US Open 1991 fanden vom 26. August bis zum 8. September 1991 im USTA Billie Jean King National Tennis Center im Flushing-Meadows-Park in New York statt.
Titelverteidiger im Einzel waren Pete Sampras bei den Herren sowie Gabriela Sabatini bei den Damen. Im Herrendoppel waren dies Pieter Aldrich und Danie Visser, im Damendoppel Gigi Fernández und Martina Navratilova und im Mixed Elizabeth Smylie und Todd Woodbridge. Kein einziger Titel konnte allerdings verteidigt werden.
Im Herreneinzel bezwang Stefan Edberg im Finale Jim Courier. Es war sein erster US-Open-Titel und sein insgesamt fünfter Grand-Slam-Erfolg. Mit diesem Triumph löste er Boris Becker an der Spitze der Weltrangliste ab, damit konnte er das Jahr zum zweiten Mal in Folge als Nummer 1 beenden.
Bei den Damen bezwang Monica Seles im Endspiel Martina Navratilova. Es war Seles’ erster Triumph bei den US Open und ihr insgesamt vierter Grand-Slam-Titel. Mit diesem Erfolg übernahm sie von Steffi Graf die Führung in der Weltrangliste und beendete das Jahr als Nummer 1.

## Herreneinzel
Sieger:  Stefan Edberg
Finalgegner:  Jim Courier
Endstand: 6:2, 6:4, 6:0

### Setzliste
| Nr. | Spieler       | Erreichte Runde |
| --- | ------------- | --------------- |
| 01. | Boris Becker  | 3. Runde        |
| 02. | Stefan Edberg | Sieg            |
| 03. | Michael Stich | Viertelfinale   |
| 04. | Jim Courier   | Finale          |
| 05. | Ivan Lendl    | Halbfinale      |
| 06. | Pete Sampras  | Viertelfinale   |
| 07. | Guy Forget    | 2. Runde        |
| 08. | Andre Agassi  | 1. Runde        |

| Nr. | Spieler                | Erreichte Runde |
| --- | ---------------------- | --------------- |
| 09. | Sergi Bruguera         | 2. Runde        |
| 10. | Karel Nováček          | 3. Runde        |
| 11. | David Wheaton          | Achtelfinale    |
| 12. | Goran Ivanišević       | Achtelfinale    |
| 13. | Andrei Tscherkassow    | 1. Runde        |
| 14. | Emilio Sánchez Vicario | Achtelfinale    |
| 15. | Petr Korda             | 1. Runde        |
| 16. | John McEnroe           | 3. Runde        |

## Dameneinzel
Siegerin:  Monica Seles
Finalgegnerin:  Martina Navratilova
Endstand: 7:61, 6:1

### Setzliste
| Nr. | Spielerin               | Erreichte Runde |
| --- | ----------------------- | --------------- |
| 01. | Steffi Graf             | Halbfinale      |
| 02. | Monica Seles            | Sieg            |
| 03. | Gabriela Sabatini       | Viertelfinale   |
| 04. | Arantxa Sánchez Vicario | Viertelfinale   |
| 05. | Martina Navratilova     | Finale          |
| 06. | Mary Joe Fernández      | 3. Runde        |
| 07. | Jennifer Capriati       | Halbfinale      |
| 08. | Conchita Martínez       | Viertelfinale   |

| Nr. | Spielerin                 | Erreichte Runde |
| --- | ------------------------- | --------------- |
| 09. | Jana Novotná              | Achtelfinale    |
| 10. | Manuela Maleeva-Fragniere | Achtelfinale    |
| 11. | Katerina Maleewa          | 3. Runde        |
| 12. | Zina Garrison             | Achtelfinale    |
| 13. | Leila Mes’chi             | 3. Runde        |
| 14. | Nathalie Tauziat          | 1. Runde        |
| 15. | Helena Suková             | 3. Runde        |
| 16. | Anke Huber                | 2. Runde        |

## Herrendoppel
Sieger:   John Fitzgerald und  Anders Järryd
Finalgegner:  Scott Davis und  David Pate
Endstand: 6:3, 3:6. 6:3, 6:3

### Setzliste
| Nr. | Paarung                        | Erreichte Runde |
| --- | ------------------------------ | --------------- |
| 01. | John Fitzgerald Anders Järryd  | Sieg            |
| 02. | Scott Davis David Pate         | Finale          |
| 03. | Grant Connell Glenn Michibata  | 2. Runde        |
| 04. | Patrick Galbraith Todd Witsken | 2. Runde        |
| 05. | Ken Flach Robert Seguso        | Halbfinale      |
| 06. | Todd Woodbridge Mark Woodforde | Halbfinale      |
| 07. | Gary Muller Danie Visser       | 1. Runde        |
| 08. | Luke Jensen Laurie Warder      | 2. Runde        |

| Nr. | Paarung                         | Erreichte Runde |
| --- | ------------------------------- | --------------- |
| 09. | Udo Riglewski Michael Stich     | Viertelfinale   |
| 10. | Rick Leach Jim Pugh             | 2. Runde        |
| 11. | Paul Haarhuis Mark Koevermans   | 2. Runde        |
| 12. | Wayne Ferreira Piet Norval      | 2. Runde        |
| 13. | Omar Camporese Goran Ivanišević | 2. Runde        |
| 14. | Javier Frana Leonardo Lavalle   | Achtelfinale    |
| 15. | Jim Grabb Mark Kratzmann        | 1. Runde        |
| 16. | Wally Masur Jason Stoltenberg   | 1. Runde        |

## Damendoppel
Siegerinnen:   Pam Shriver und  Natallja Swerawa
Finalgegnerinnen:  Jana Novotná und  Laryssa Sawtschenko
Endstand: 6:4, 4;6, 7:65

### Setzliste
| Nr. | Paarung                               | Erreichte Runde |
| --- | ------------------------------------- | --------------- |
| 01. | Jana Novotná Laryssa Sawtschenko      | Finale          |
| 02. | Gigi Fernández Martina Navratilova    | Achtelfinale    |
| 03. | Arantxa Sánchez Vicario Helena Suková | Achtelfinale    |
| 04. | Mary Joe Fernández Zina Garrison      | Halbfinale      |
| 05. | Gretchen Magers Robin White           | 2. Runde        |
| 06. | Pam Shriver Natallja Swerawa          | Sieg            |
| 07. | Nicole Provis Elizabeth Smylie        | 2. Runde        |
| 08. | Elna Reinach Anne Smith               | Achtelfinale    |

| Nr. | Paarung                                        | Erreichte Runde |
| --- | ---------------------------------------------- | --------------- |
| 09. | Jill Hetherington Kathy Rinaldi                | 1. Runde        |
| 10. | Katrina Adams Manon Bollegraf                  | Viertelfinale   |
| 11. | Patty Fendick Lori McNeil                      | Achtelfinale    |
| 12. | Mary-Lou Daniels Lise Gregory                  | Achtelfinale    |
| 13. | Leila Mes’chi Mercedes Paz                     | Halbfinale      |
| 14. | Rosalyn Fairbank-Nideffer Claudia Kohde-Kilsch | Viertelfinale   |
| 15. | Nathalie Tauziat Judith Wiesner                | Achtelfinale    |
| 16. | Sandy Collins Rachel McQuillan                 | Viertelfinale   |

## Mixed
Sieger:  Manon Bollegraf und  Tom Nijssen
Finalgegner:  Arantxa Sánchez Vicario und  Emilio Sánchez Vicario
Endstand: 6:2, 7:62

### Setzliste
| Nr. | Paarung                                        | Erreichte Runde |
| --- | ---------------------------------------------- | --------------- |
| 01. | John Fitzgerald Elizabeth Smylie               | Achtelfinale    |
| 02. | Emilio Sánchez Vicario Arantxa Sánchez Vicario | Finale          |
| 03. | Glenn Michibata Jill Hetherington              | Viertelfinale   |
| 04. | Jim Pugh Natallja Swerawa                      | 1. Runde        |

| Nr. | Paarung                       | Erreichte Runde |
| --- | ----------------------------- | --------------- |
| 05. | Danie Visser Robin White      | Viertelfinale   |
| 06. | Mark Woodforde Patty Fendick  | Achtelfinale    |
| 07. | Todd Witsken Gretchen Magers  | Achtelfinale    |
| 08. | Todd Woodbridge Nicole Provis | Viertelfinale   |